# Vysoká Pec
Vysoká Pec este o arie protejată (sit de importanță comunitară — SCI) din Republica Cehă întinsă pe o suprafață de 210,32 ha, integral pe uscat.

## Localizare
Centrul sitului Vysoká Pec este situat la coordonatele 50°19′57″N 12°41′52″E / 50.3325°N 12.697778°E.

## Înființare
Situl Vysoká Pec a fost declarat sit de importanță comunitară în aprilie 2005 pentru a proteja un număr necunoscut de specii din flora spontană și fauna sălbatică aflate în arealul zonei.

## Biodiversitate
Situată în ecoregiunea continentală, aria protejată conține 5 habitate naturale: Mlaștini turboase de tranziție și turbării mișcătoare, Fânețe montane, Păduri acidofile de Picea de la nivel montan la nivel alpin (Vaccinio-Piceetea), Formațiuni ierboase bogate în specii de Nardus, dezvoltate pe substraturi silicioase în zone montane (și în zone submontane, în Europa continentală), Mlaștini împădurite.
La baza desemnării sitului se află un număr nedeclarat de specii protejate.